# 타미 에린

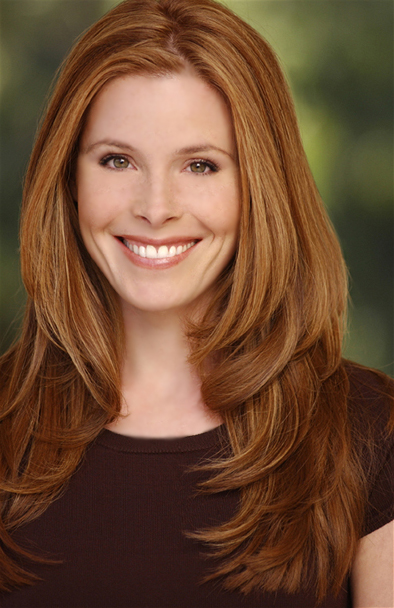

타미 에린(Tami Erin, 1974년 7월 8일 ~ )은 미국의 배우, 모델, 성우, 영화배우이다.
휘턴에서 태어났다.

## 영화
- 마이 엉클 더 에일리언 (1996년)
- 말괄량이 삐삐 (1988년)